# Стафилин береговой
Стафилин береговой, или синекрыл береговой (лат. Paederus riparius) — вид стафилинид из подсемейства Paederinae.
Тело тонкое, вытянутое, длиной 7,5—8 мм, красного цвета, за исключением головы, заднегруди и конца брюшка, которые чёрные. Надкрылья в глубоких ямках, синие. Длина предпоследних сегментов усиков гораздо больше их длины.
Встречается часто по берегам рек и стоячих вод, ползает по растущим там кустарникам и живёт обычно небольшими обществами.